# Marcel Risse
Marcel Risse (Colonia, 17 dicembre 1989) è un ex calciatore tedesco, di ruolo centrocampista o attaccante.

## Carriera

### Club
Il 7 maggio 2008 nella partita contro l'Hertha Berlino ha fatto il suo esordio in Bundesliga.

### Nazionale
Nel 2008 ha anche vinto il campionato europeo Under-19 con la nazionale tedesca.

## Palmarès

### Club

#### Competizioni nazionali
- Campionato tedesco di seconda divisione: 2

Colonia: 2013-2014, 2018-2019

### Nazionale
- Campionato d'Europa Under-19: 1

2008